# 朝阳古墓群
朝阳古墓群，位于中国广西壮族自治区富川县城北公社，为一个省级文物保护单位，类型为古墓群，为第二批广西壮族自治区文物保护单位，公布时间为1981年8月25日。
朝阳古墓群的历史年代为汉～宋。